# Die Ideale
Die Ideale (Els ideals), S. 106, és un poema simfònic compost per Franz Liszt entre 1856 i 1857 i publicat el 1858 amb el número 12. Va ser estrenat el 5 de setembre de 1857 al Teatre de la cort de Weimar sota la direcció del mateix compositor.
És el dotzè del seu cicle de tretze poemes simfònics escrits durant el seu període en Weimar. L'obra està inspirada en els versos de Friedrich Schiller (Poemes filosòfics). La idea de Liszt era escriure una simfonia de tres moviments, però es va decidir per un únic moviment, ampli i amb diverses seccions, cadascun d'un fragment del poema de Schiller.
L'obra comença amb un Andante en re menor, expressiu i trist, ple de pessimisme schillerià. A continuació, un Allegro spirituoso en fa menor fa alternar diversos episodis en contrast, abans d'una apoteòsic final. És el més llarg dels poemes simfònics del compositor hongarès.